# Parvacythereis
Parvacythereis is een geslacht van uitgestorven kreeftachtigen uit de klasse van de Ostracoda (mosselkreeftjes).

## Soorten
- Parvacythereis complanata (Bosquet, 1854) Gruendel, 1973 †
- Parvacythereis fouxensis (Donze, 1972) Gruendel, 1973 †
- Parvacythereis imhotepi (Gruendel, 197 Ob) Gruendel, 1973 †
- Parvacythereis jamba Babinot, Colin & Randrianasolo, 2009 †
- Parvacythereis minor (Veen, 1936) Gruendel, 1973 †
- Parvacythereis monziensis Dingle, 1981 †
- Parvacythereis parva (Bonnema, 1941) Gruendel, 1973 †
- Parvacythereis plenata (Gruendel, 1969) Gruendel, 1973 †
- Parvacythereis postparva Clarke, 1983 †
- Parvacythereis semiplana (Szczechura, 1965) Gruendel, 1973 †
- Parvacythereis spinosa (Dingle, 1971) Dingle, 1981 †
- Parvacythereis subparva (Pokorny, 1967) Gruendel, 1973 †
- Parvacythereis utgarti (Gruendel, 1968) Gruendel, 1973 †